# Dipartimento di General Roca (Río Negro)
General Roca è un dipartimento argentino, situato nell'estrema parte settentrionale della provincia di Río Negro, con capoluogo General Roca.
Esso confina a nord con la provincia di La Pampa, a est con il dipartimento di Avellaneda, a sud con quello di El Cuy e ad ovest con la provincia di Neuquén.
Secondo il censimento del 2001, su un territorio di 14.655 km², la popolazione ammontava a 281.653 abitanti, con un aumento demografico del 6,45% rispetto al censimento del 1991.
Il dipartimento, nel 2001, è composto da:
- 14 comuni (municipios):
  - Allen
  - Campo Grande
  - Catriel
  - Cervantes
  - Chichinales
  - Cinco Saltos
  - Cipolletti
  - Contralmirante Cordero
  - General Enrique Godoy
  - General Fernández Oro
  - General Roca
  - Ingeniero Luis A. Huergo
  - Mainqué
  - Villa Regina
- 1 comisión de fomento:
  - Peñas Blancas